# La Torre del Valle
La Torre del Valle – gmina w Hiszpanii, w prowincji Zamora, w Kastylii i León, o powierzchni 16,47 km². W 2011 roku gmina liczyła 170 mieszkańców.